# V767 Андромеды
V767 Андромеды (лат. V767 Andromedae) — двойная затменная переменная звезда типа W Большой Медведицы (EW) в созвездии Андромеды на расстоянии (вычисленном из значения параллакса) приблизительно 9287 световых лет (около 2847 парсеков) от Солнца. Видимая звёздная величина звезды — от +13,16m до +13,04m. Орбитальный период — около 0,2346 суток (5,6304 часов).

## Характеристики
Первый компонент — жёлто-белая звезда спектрального класса F. Радиус — около 3,22 солнечных, светимость — около 20,756 солнечных. Эффективная температура — около 6867 K.
Второй компонент — жёлто-белая звезда спектрального класса F.